# Cavalo à Solta
Cavalo à solta é uma música da autoria de José Carlos Ary dos Santos e de Fernando Tordo, interpretada, originalmente, por este último, no Festival RTP da Canção 1971, tendo ficado em 3º lugar, com 42 pontos. No entanto, mantém-se como uma das músicas mais marcantes da música portuguesa.
A canção já foi alvo de várias versões e reinterpretações, como a interpretação por parte de antigos vencedores do Festival RTP da Canção em 1986 e por Simone de Oliveira, Tonicha e Carlos do Carmo no Festival RTP da Canção 1989, assim como a nova versão de 2009 lançada no álbum Canções de Ary dos Santos, interpretada por Viviane.